# Willibald Leierseder
Willibald Leierseder (* 31. Juli 1930 in Frontenhausen, Niederbayern; † 16. April 2015 in München) war ein deutscher römisch-katholischer Geistlicher und Beauftragter der Bayerischen Bischofskonferenz für Hörfunk und Fernsehen beim Bayerischen Rundfunk.

## Leben
Willibald Leierseder studierte von 1949 bis 1955 Philosophie und Katholische Theologie am Pontificium Collegium Germanicum et Hungaricum de Urbe und der Päpstlichen Universität Gregoriana. 1955 empfing er in Rom die Priesterweihe. 1959 wurde er in Rom zum Dr. theol. promoviert. 
Von 1959 bis 1963 war er Kaplan in Weiden in der Oberpfalz und Kelheim. Danach war er von 1963 bis 1968 Studentenseelsorger an der Pädagogischen Hochschule Regensburg und Beauftragter für die Errichtung der katholischen Studentenseelsorge. 1968 wurde er Domprediger am Regensburger Dom und Diözesanbeauftragter für das Bistum Regensburg beim Bayerischen Rundfunk. Von 1971 bis 2001 war Leierseder Beauftragter der Bayerischen Bischofskonferenz für Hörfunk und Fernsehen beim Bayerischen Rundfunk, Deutschlandfunk und Deutsche Welle. Er war als Kommentator im Radio und Fernsehen bei kirchlichen Großereignissen überregional bekannt.
Er lebte zuletzt in Ammerland, seit 2004 im Alten- und Pflegeheim der Barmherzigen Schwestern in Berg am Laim und starb nach längerer Krankheit 85-jährig in München. Er wurde auf dem Parkfriedhof in Ottobrunn bestattet.

## Auszeichnungen und Ehrungen
- Päpstlicher Hauskaplan (Monsignore)
- Päpstlicher Hausprälat (Prälat)
- Verdienstmedaille in Gold des Bayerischen Rundfunks
- Verdienstkreuz am Bande des Verdienstordens der Bundesrepublik Deutschland (1986)
- Verdienstkreuz 1. Klasse des Verdienstordens der Bundesrepublik Deutschland (1993)
- Bayerischer Verdienstorden (2001)

## Veröffentlichungen
- (Hrsg.): Die Passion Jesu - Gestalten an seinem Weg. Mit Beiträgen von Albert Lupp .... - Regensburg : Pustet, 1987, 71 S., ISBN 3-7917-1050-8 (Predigten zur Fastenzeit; 1)
- (Hrsg.): Jesu Leidensweg - Menschen am Rande. Mit Beiträgen von Norbert Maginot .... - Regensburg: Pustet, 1988, 60 S., ISBN 3-7917-1150-4 (Predigten zur Fastenzei; 2)
- (Hrsg.): Unterwegs zum Kreuz - gläubige Weggefährten. Mit Beiträgen von Willibald Leierseder .... - Regensburg: Pustet, 198, 60 S., ISBN 3-7917-1189-X (Predigten zur Fastenzeit; 3)
- (Hrsg.): Auf dem Weg nach Golgota. Gestalten der Passion. Mit Beiträgen von Willibald Leierseder .... - Regensburg: Pustet, 1990, 64 S, ISBN 3-7917-1241-1 (Predigten zur Fastenzeit; 4)